# Lijst van voetbalinterlands Brazilië - Hongarije
Deze lijst van voetbalinterlands is een overzicht van alle officiële voetbalwedstrijden tussen de nationale teams van Brazilië en Hongarije. De landen speelden tot op heden vijf keer tegen elkaar. De eerste ontmoeting was een kwartfinale tijdens het Wereldkampioenschap voetbal 1954 en werd gespeeld in Bern (Zwitserland) op 27 juni 1954. Deze erg gewelddadige wedstrijd staat bekend als de Slag van Bern. Het laatste duel, een vriendschappelijke wedstrijd, vond plaats op 28 april 2004 in Boedapest.

## Wedstrijden
| № | Plaats         | Datum         | Competitie        | Wedstrijd            | Uitslag |
| - | -------------- | ------------- | ----------------- | -------------------- | ------- |
| 1 | Bern           | 27 juni 1954  | WK 1954           | Hongarije − Brazilië | 4 − 2   |
| 2 | Liverpool      | 15 juli 1966  | WK 1966           | Hongarije − Brazilië | 3 − 1   |
| 3 | Rio de Janeiro | 21 juli 1971  | Vriendschappelijk | Brazilië − Hongarije | 0 − 0   |
| 4 | Boedapest      | 16 maart 1986 | Vriendschappelijk | Hongarije − Brazilië | 3 − 0   |
| 5 | Boedapest      | 28 april 2004 | Vriendschappelijk | Hongarije − Brazilië | 1 − 4   |

## Samenvatting
| Competitie        | Totaal gespeeld | Winst Brazilië | Gelijk | Winst Hongarije | Doelsaldo Brazilië – Hongarije |
| ----------------- | --------------- | -------------- | ------ | --------------- | ------------------------------ |
| WK-eindronde      | 2               | 0              | 0      | 2               | 3 − 7                          |
| Vriendschappelijk | 3               | 1              | 1      | 1               | 4 − 4                          |
| Totaal            | 5               | 1              | 1      | 3               | 7 − 11                         |

Wedstrijden bepaald door strafschoppen worden, in lijn met de FIFA, als een gelijkspel gerekend.